# Королівство Польське (1025—1385)

Церква Королівства Польського у XII - XIII ст.

Королі́вство По́льське (лат. Regnum Poloniae; 1025—1385) — королівство династії П'ястів на території сучасної Польщі утворене Болеславом І Хоробрим у 1025 році. Проіснувало до 1385 року до укладання унії з Великим князівстом Литовським і утвердження династії Ягеллонів.
Після сходження на польський престол великого князя литовського Владислава II Ягайла, держава продовжувала називатися Королівство Польське. 

## Передісторія
Західнослов'янське плем'я полян, яке проживало на території сучасної історичної області Великої Польщі, на початку X століття створило державу, яка стала попередником Польського королівства. Після християнізації Польщі в 966 році та виникнення Польського князівства за правління Мешка I, його старший син Болеслав I Хоробрий успадкував князівство свого батька і згодом коронований королем.

## Історія

### Заснування

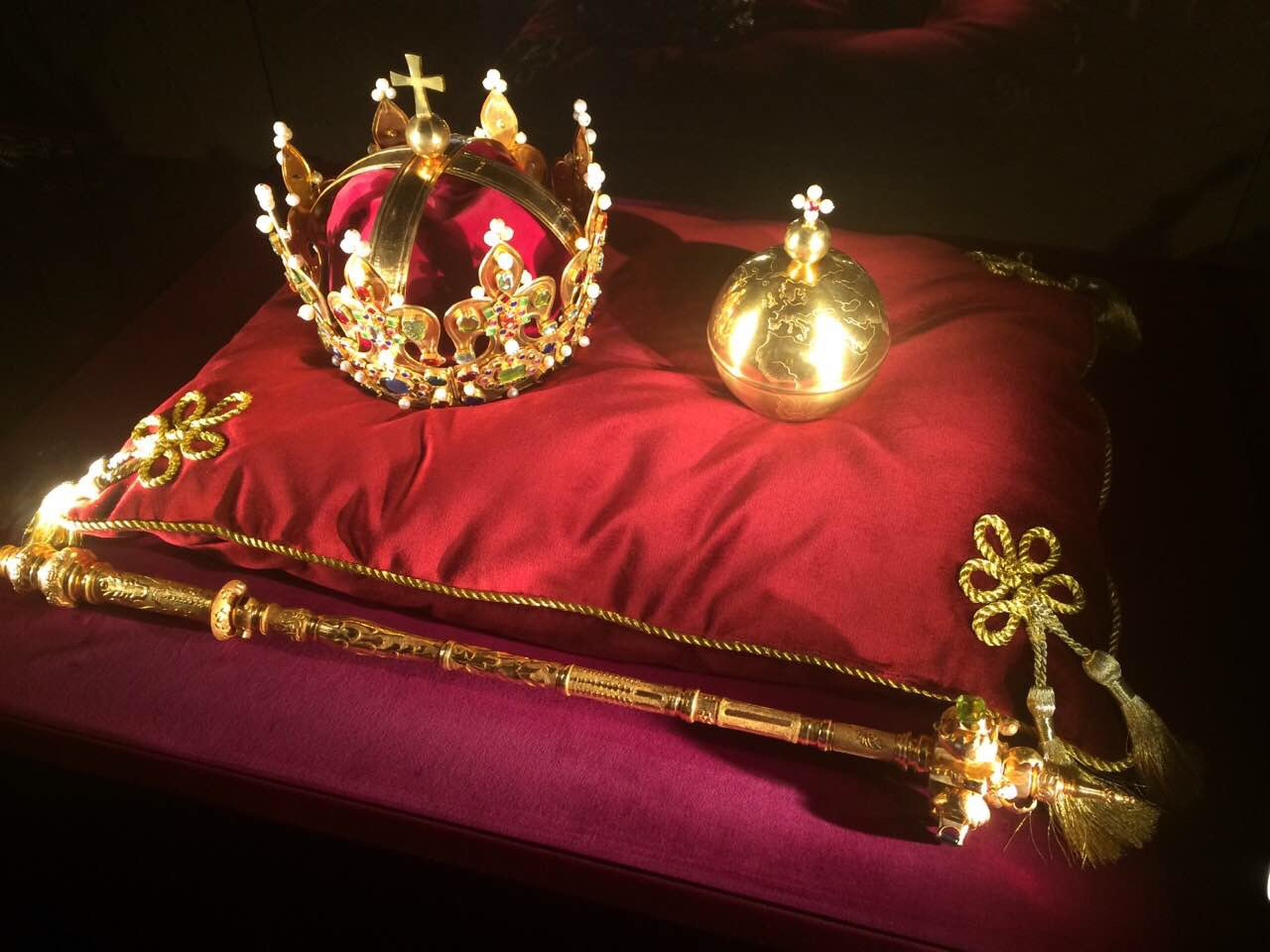
разом з королівськими регаліями

У 1025 році Болеслава I Хороброго з династії П'ястів короновано як першого короля Польщі в соборі в Гнєзно, що підняло статус Польщі з князівства до королівства після здобуття дозволу на коронацію від Папи Івана XIX. Після смерті Болеслава його син Мешко II Ламберт успадкував корону та величезну територію: Велику Польщу (з Мазовією), Малу Польщу, Сілезію, Померанію, Лужицю, Моравію, Червону Русь та Верхню Угорщину. Однак в 1031 році він був змушений відмовитися від титулу та втекти з країни, коли спалахнула серія селянських повстань, (язичницькі повстання), і Ярослав Мудрий, великий князь київський, вторгся в країну зі сходу, поки Мешко II перебував у Лужиці, воюючи з імператором Священної Римської імперії Конрадом II. Ярослав I призначив правителем Польщі свого союзника, зведеного брата Мешка II, князя Безприма. Однак в результаті потрясінь королівство зазнало територіальних втрат і фактично було зведено до князівства.
Казимиру I Відновителю вдалося возз'єднати частини королівства після кризи та перенести столицю до Кракова. Однак йому не вдалося відновити королівство через опір імператора Священної Римської імперії. У 1076 році Болеслав II Сміливий за підтримки папи Григорія VII повернув собі королівську корону, але пізніше, в 1079 році, відлучений від церкви та вигнаний з королівства за вбивство свого опонента, єпископа Станіслава Щепанівського. У 1079 році Владислав I Герман, який ніколи не прагнув королівського престолу, посів на престол після вигнання Болеслава II. Владислав I не був зацікавлений в управлінні державою, і країною фактично правив воєвода Сецех.

### Феодальна роздробленість

Роздроблення Польщі в 1138 році

У 1102 році правителем Польщі став Болеслав III Кривоустий.  На відміну від Владислава I, Болеслав III виявився здібним лідером, який відновив повну територіальну цілісність Польщі, але зрештою не зміг отримати королівську корону через постійний опір з боку Священної Римської імперії. Після його смерті в 1138 році країну розділено між його синами на князівства Великопольща, Малопольща, Мазовія, Сілезія, Сандомир та Помор'я. В результаті Польща вступила в період феодальної роздробленості, який тривав понад 200 років.
У першій половині XIII століття Сілезькі П'ясти намагалися відновити королівство. Генрик І Бородатий докладав зусиль для возз'єднання роздроблених герцогств шляхом поєднання політичних маневрів та завоювань. Він також докладав зусиль для коронації свого сина, Генрика II Благочестивого, та вів переговори з іншими польськими герцогами та імператором Священної Римської імперії Фрідріхом II Гогенштауфеном з цією метою. Генрик II продовжив зусилля свого батька, але перше монгольське вторгнення в 1241 році та його смерть у битві при Легниці різко зупинили процес об'єднання.

### Возз'єднане королівство
Наступна спроба відновити монархію та об'єднати Польське королівство відбулася в 1296 році, коли Пшемисла II коронували королем Польщі в Гнєзно. Коронація не вимагала папської згоди, оскільки титул короля запроваджено ще в 1025 році. Однак його правління було недовгим, оскільки його вбили вбивці, послані маркграфами Бранденбургу. Після вбивства Пшемисла II наступним королем став Вацлав II Богемський з чеської династії Пржемисловичів, який правив до 1305 року. Після вакансії, яка тривала до 1320 року, Польське королівство було повністю відновлено за Владислава I, якого коронували у Вавельському соборі в Кракові, а потім посилив його син Казимир III Великий, який розширив свою територію на Червону Русь. Однак він був змушений відмовитися від своїх претензій на Сілезію, щоб забезпечити мир зі Священною Римською імперією. Казимир III — єдиний польський король, який отримав титул «Великий», а його правління ознаменувалося суттєвим розвитком міської інфраструктури, громадського управління та військової могутності королівства. Після його смерті 5 листопада 1370 року правління династії П'ястів закінчилося.
Після смерті Казимира III, який помер без спадкоємця, в 1370 році королем став Людовик Угорський з династії Анжуйських. Період його перехідного правління також ознаменувався піднесенням знаті в політичному житті країни. Коли Людовик I помер в 1382 році, його дочка Ядвіга посіла престол як король Польщі. Її радники вели переговори з Ягайлом Литовським щодо можливого шлюбу з Ядвігою. Ягайло зобов'язався прийняти християнство та підписав Кревську унію в 1385 році. Угода також сповіщала про зміну правового статусу Польського королівства на Корону Польського Королівства, що було політичною концепцією, що передбачала непорушну єдність, неподільність та безперервність держави. Згідно з цією концепцією, Польське королівство перестало бути вотчинною власністю монарха чи династії та стало спільним благом політичної спільноти Польського королівства. Після укладення унії королева Ядвіга вийшла заміж за великого князя Ягайлу, який був коронований як король Владислав II Ягайло 4 березня 1386 року, що ознаменувало початок династії Ягеллонів.